# Ludger Keitlinghaus
Ludger Keitlinghaus (ur. 24 lipca 1965) – niemiecki szachista, arcymistrz od 1998 roku.

## Kariera szachowa
Kilkukrotnie w swojej karierze wystąpił w finałach indywidualnych mistrzostw Niemiec, najlepszy wynik notując w roku 1989 w Bad Neuenahr, gdzie zajął VI miejsce. W kolejnych latach indywidualne sukcesy odniósł m.in. w Münsterze (1990, II m. za Jurijem Piskowem), Pradze (1991, turniej Bohemians, I m.), Stribnej Skalice (1993, dz. I m. wspólnie z Milošem Možným), Budapeszcie (1996, turnieje First Saturday FS03 GM, I m. oraz FS04 GM, dz. I m. wspólnie z Péterem Lukácsem), Reykjavíku (1997, dz. I m. wspólnie z Jörgiem Hicklem i Jonny Hectorem), Feldbach (1997, dz. I m. wspólnie z Duško Pavasovičem), Recklinghausen (1997, III m. za Klausem Bischoffem i Jensem-Uwe Maiwaldem), Bad Wörishofen (1997, dz. II m. za Wiktorem Kuprejczykiem, wspólnie m.in. z Romualdem Mainką, Rustemem Dautowem, Wjaczesławem Ejnhornem, Christianem Gabrielem i Anthony Milesem), Lázně Bohdanču (1997, II m. za Vlastimilem Jansą), Dortmundzie (1998, turniej otwarty, dz. I m. wspólnie z Dirkiem Poldaufem) oraz w Niederbronn-les-Bains (2003, I m.).
Najwyższy ranking w karierze osiągnął 1 lipca 1997 r., z wynikiem 2525 punktów dzielił wówczas 19-22. miejsce wśród niemieckich szachistów.